# Cleora argicerauna
Cleora argicerauna är en fjärilsart som beskrevs av Louis Beethoven Prout 1929. Cleora argicerauna ingår i släktet Cleora och familjen mätare. Inga underarter finns listade i Catalogue of Life.